# Женска фудбалска репрезентација Антигве и Барбуде
Женска фудбалска репрезентација Антигве и Барбуде (енгл. Antigua and Barbuda women's national football team), позната под надимком The Benna Girls, је национална женска фудбалска репрезентација Антигве и Барбуде и надгледана је од стране Фудбалског савеза Антигве и Барбуде, члана Конкакафа и Карипске фудбалске уније.

#### Снабдевачи опреме
| Произвођач комплета | Период    |
| ------------------- | --------- |
| Адидас              | 2006–2011 |
| Пик                 | 2012–2018 |
| Јома                | 2019–     |

## Такмичарски рекорд

### ФИФА Светско првенство за жене
| Светско првенство у фудбалу за жене резултати | Светско првенство у фудбалу за жене резултати | Светско првенство у фудбалу за жене резултати | Светско првенство у фудбалу за жене резултати | Светско првенство у фудбалу за жене резултати | Светско првенство у фудбалу за жене резултати | Светско првенство у фудбалу за жене резултати | Светско првенство у фудбалу за жене резултати | Светско првенство у фудбалу за жене резултати | Светско првенство у фудбалу за жене резултати |
| Година                                        | Резултат                                      | Ута                                           | Поб                                           | Нер*                                          | Изг                                           | ГД                                            | ГП                                            | ГР                                            |                                               |
| --------------------------------------------- | --------------------------------------------- | --------------------------------------------- | --------------------------------------------- | --------------------------------------------- | --------------------------------------------- | --------------------------------------------- | --------------------------------------------- | --------------------------------------------- | --------------------------------------------- |
| 1991                                          | Није постојала                                | Није постојала                                | Није постојала                                | Није постојала                                | Није постојала                                | Није постојала                                | Није постојала                                | Није постојала                                |                                               |
| 1995                                          | Није постојала                                | Није постојала                                | Није постојала                                | Није постојала                                | Није постојала                                | Није постојала                                | Није постојала                                | Није постојала                                |                                               |
| 1999                                          | Није постојала                                | Није постојала                                | Није постојала                                | Није постојала                                | Није постојала                                | Није постојала                                | Није постојала                                | Није постојала                                |                                               |
| 2003                                          | Није постојала                                | Није постојала                                | Није постојала                                | Није постојала                                | Није постојала                                | Није постојала                                | Није постојала                                | Није постојала                                |                                               |
| 2007                                          | Нису се квалификовале                         | Нису се квалификовале                         | Нису се квалификовале                         | Нису се квалификовале                         | Нису се квалификовале                         | Нису се квалификовале                         | Нису се квалификовале                         | Нису се квалификовале                         |                                               |
| 2011                                          | Нису се квалификовале                         | Нису се квалификовале                         | Нису се квалификовале                         | Нису се квалификовале                         | Нису се квалификовале                         | Нису се квалификовале                         | Нису се квалификовале                         | Нису се квалификовале                         |                                               |
| 2015                                          | Нису се квалификовале                         | Нису се квалификовале                         | Нису се квалификовале                         | Нису се квалификовале                         | Нису се квалификовале                         | Нису се квалификовале                         | Нису се квалификовале                         | Нису се квалификовале                         |                                               |
| 2019                                          | Нису се квалификовале                         | Нису се квалификовале                         | Нису се квалификовале                         | Нису се квалификовале                         | Нису се квалификовале                         | Нису се квалификовале                         | Нису се квалификовале                         | Нису се квалификовале                         |                                               |
| 2023                                          | Нису се квалификовале                         | Нису се квалификовале                         | Нису се квалификовале                         | Нису се квалификовале                         | Нису се квалификовале                         | Нису се квалификовале                         | Нису се квалификовале                         | Нису се квалификовале                         |                                               |
| Укупно                                        | -                                             | -                                             | -                                             | -                                             | -                                             | -                                             | -                                             | -                                             |                                               |

*Означава нерешене утакмице укључујући нокаут мечеве одлучене извођењем једанаестераца.

### Олимпијске игре
| Олимпијске игре резултати | Олимпијске игре резултати | Олимпијске игре резултати | Олимпијске игре резултати | Олимпијске игре резултати | Олимпијске игре резултати | Олимпијске игре резултати | Олимпијске игре резултати | Олимпијске игре резултати |                  | Квалификације за ОИ, резултати | Квалификације за ОИ, резултати | Квалификације за ОИ, резултати | Квалификације за ОИ, резултати | Квалификације за ОИ, резултати | Квалификације за ОИ, резултати | Квалификације за ОИ, резултати |
| Година                    | Коло                      | Позиција                  | Ута                       | Поб                       | Нер*                      | Изг                       | ГД                        | ГП                        | Ута              | Поб                            | Нер*                           | Изг                            | ГД                             | ГП                             | ГР                             |                                |
| ------------------------- | ------------------------- | ------------------------- | ------------------------- | ------------------------- | ------------------------- | ------------------------- | ------------------------- | ------------------------- | ---------------- | ------------------------------ | ------------------------------ | ------------------------------ | ------------------------------ | ------------------------------ | ------------------------------ | ------------------------------ |
| 1996                      | Није постојала            | Није постојала            | Није постојала            | Није постојала            | Није постојала            | Није постојала            | Није постојала            | Није постојала            | Није постојала   | Није постојала                 | Није постојала                 | Није постојала                 | Није постојала                 | Није постојала                 | Није постојала                 |                                |
| 2000                      | Није постојала            | Није постојала            | Није постојала            | Није постојала            | Није постојала            | Није постојала            | Није постојала            | Није постојала            | Није постојала   | Није постојала                 | Није постојала                 | Није постојала                 | Није постојала                 | Није постојала                 | Није постојала                 |                                |
| 2004                      | Није постојала            | Није постојала            | Није постојала            | Није постојала            | Није постојала            | Није постојала            | Није постојала            | Није постојала            | Није постојала   | Није постојала                 | Није постојала                 | Није постојала                 | Није постојала                 | Није постојала                 | Није постојала                 |                                |
| 2008                      | Нису се квалификовале     | Нису се квалификовале     | Нису се квалификовале     | Нису се квалификовале     | Нису се квалификовале     | Нису се квалификовале     | Нису се квалификовале     | Нису се квалификовале     | 3                | 1                              | 0                              | 2                              | 3                              | 16                             | -13                            |                                |
| 2012                      | Нису учествовале          | Нису учествовале          | Нису учествовале          | Нису учествовале          | Нису учествовале          | Нису учествовале          | Нису учествовале          | Нису учествовале          | Нису учествовале | Нису учествовале               | Нису учествовале               | Нису учествовале               | Нису учествовале               | Нису учествовале               | Нису учествовале               |                                |
| 2016                      | Нису учествовале          | Нису учествовале          | Нису учествовале          | Нису учествовале          | Нису учествовале          | Нису учествовале          | Нису учествовале          | Нису учествовале          | Нису учествовале | Нису учествовале               | Нису учествовале               | Нису учествовале               | Нису учествовале               | Нису учествовале               | Нису учествовале               |                                |
| 2020                      | Нису учествовале          | Нису учествовале          | Нису учествовале          | Нису учествовале          | Нису учествовале          | Нису учествовале          | Нису учествовале          | Нису учествовале          | 4                | 1                              | 0                              | 3                              | 2                              | 18                             | -16                            |                                |
| 2024                      | У току                    | У току                    | У току                    | У току                    | У току                    | У току                    | У току                    | У току                    | У току           | У току                         | У току                         | У току                         | У току                         | У току                         | У току                         |                                |
| Укупно                    | -                         | -                         | -                         | -                         | -                         | -                         | -                         | -                         | 7                | 2                              | 0                              | 5                              | 5                              | 34                             | -29                            |                                |

*Означава нерешене утакмице укључујући нокаут мечеве одлучене извођењем једанаестераца.

### Конкакафов шампионат за жене
| 1991   | Није постојала        | Није постојала        | Није постојала        | Није постојала        | Није постојала        | Није постојала        | Није постојала        | Није постојала        | Није постојала   | Није постојала   | Није постојала   | Није постојала   | Није постојала   | Није постојала   | Није постојала   |
| 1993   | Није постојала        | Није постојала        | Није постојала        | Није постојала        | Није постојала        | Није постојала        | Није постојала        | Није постојала        | Није постојала   | Није постојала   | Није постојала   | Није постојала   | Није постојала   | Није постојала   | Није постојала   |
| 1994   | Није постојала        | Није постојала        | Није постојала        | Није постојала        | Није постојала        | Није постојала        | Није постојала        | Није постојала        | Није постојала   | Није постојала   | Није постојала   | Није постојала   | Није постојала   | Није постојала   | Није постојала   |
| 1998   | Није постојала        | Није постојала        | Није постојала        | Није постојала        | Није постојала        | Није постојала        | Није постојала        | Није постојала        | Није постојала   | Није постојала   | Није постојала   | Није постојала   | Није постојала   | Није постојала   | Није постојала   |
| 2000   | Није постојала        | Није постојала        | Није постојала        | Није постојала        | Није постојала        | Није постојала        | Није постојала        | Није постојала        | Није постојала   | Није постојала   | Није постојала   | Није постојала   | Није постојала   | Није постојала   | Није постојала   |
| 2002   | Није постојала        | Није постојала        | Није постојала        | Није постојала        | Није постојала        | Није постојала        | Није постојала        | Није постојала        | Није постојала   | Није постојала   | Није постојала   | Није постојала   | Није постојала   | Није постојала   | Није постојала   |
| 2006   | Нису се квалификовале | Нису се квалификовале | Нису се квалификовале | Нису се квалификовале | Нису се квалификовале | Нису се квалификовале | Нису се квалификовале | Нису се квалификовале | 5                | 1                | 1                | 3                | 4                | 16               | -12              |
| 2010   | Нису се квалификовале | Нису се квалификовале | Нису се квалификовале | Нису се квалификовале | Нису се квалификовале | Нису се квалификовале | Нису се квалификовале | Нису се квалификовале | 5                | 1                | 0                | 4                | 6                | 21               | -15              |
| 2014   | Нису се квалификовале | Нису се квалификовале | Нису се квалификовале | Нису се квалификовале | Нису се квалификовале | Нису се квалификовале | Нису се квалификовале | Нису се квалификовале | Куп Кариба 2014. | Куп Кариба 2014. | Куп Кариба 2014. | Куп Кариба 2014. | Куп Кариба 2014. | Куп Кариба 2014. | Куп Кариба 2014. |
| 2018   | Нису се квалификовале | Нису се квалификовале | Нису се квалификовале | Нису се квалификовале | Нису се квалификовале | Нису се квалификовале | Нису се квалификовале | Нису се квалификовале | 7                | 3                | 0                | 4                | 5                | 26               | -21              |
| 2022   | Нису се квалификовале | Нису се квалификовале | Нису се квалификовале | Нису се квалификовале | Нису се квалификовале | Нису се квалификовале | Нису се квалификовале | Нису се квалификовале | У току           | У току           | У току           | У току           | У току           | У току           | У току           |
| Укупно | -                     | -                     | -                     | -                     | -                     | -                     | -                     | -                     | 17               | 5                | 1                | 11               | 15               | 63               | -48              |

*Означава нерешене утакмице укључујући нокаут мечеве одлучене извођењем једанаестераца.

### Куп Кариба у фудбалу за жене
| Куп Кариба у фудбалу за жене резултати | Куп Кариба у фудбалу за жене резултати | Куп Кариба у фудбалу за жене резултати | Куп Кариба у фудбалу за жене резултати | Куп Кариба у фудбалу за жене резултати | Куп Кариба у фудбалу за жене резултати | Куп Кариба у фудбалу за жене резултати | Куп Кариба у фудбалу за жене резултати |
| Година                                 | Резултат                               | Ута                                    | Поб                                    | Нер*                                   | Изг                                    | ГД                                     | ГП                                     |
| -------------------------------------- | -------------------------------------- | -------------------------------------- | -------------------------------------- | -------------------------------------- | -------------------------------------- | -------------------------------------- | -------------------------------------- |
| 2000                                   | Нису постојале                         | Нису постојале                         | Нису постојале                         | Нису постојале                         | Нису постојале                         | Нису постојале                         | Нису постојале                         |
| Куп Кариба 2014.                       | Финално коло                           | 6                                      | 3                                      | 0                                      | 3                                      | 4                                      | 7                                      |
| Укупно                                 | Финално коло                           | 6                                      | 3                                      | 0                                      | 3                                      | 4                                      | 7                                      |

*Означава нерешене утакмице укључујући нокаут мечеве одлучене извођењем једанаестераца.